# Костеньково (Бабаєвський район)
Костеньково — присілок в Бабаєвському районі Вологодської області.
Входить до складу Борисовського сільського поселення (з 1 січня 2006 року по 13 квітня 2009 року входила в Новостаринське сільське поселення).
Відстань автодорогою до районного центру Бабаєво — 73,5 км, до центру муніципального утворення села Борисово-Судське по прямій — 10 км. Найближчі населені пункти — с. Назарово, с. Невірово, с. Нова. Станом на 2002 рік проживало 50 чоловік.